# Старое (Старосельский сельсовет, Вологодский район)
Старое — деревня в Вологодском районе Вологодской области.
Входит в состав Старосельского сельского поселения, с точки зрения административно-территориального деления — в Старосельский сельсовет.
Расстояние по автодороге до районного центра Вологды — 44 км, до центра муниципального образования Стризнево — 3 км. Ближайшие населённые пункты — Яскино, Брагино, Хреново.
По переписи 2002 года население — 31 человек (14 мужчин, 17 женщин). Преобладающая национальность — русские (97 %).